# Gymnastique artistique aux Jeux olympiques d'été de 2016 - barres parallèles hommes
 (août 2016).
Pour un article plus général, voir Gymnastique artistique aux Jeux olympiques d'été de 2016.
Navigation
Londres 2012 Tokyo 2020
La compétition de barres parallèles hommes aux Jeux Olympiques d'été de 2016 se déroulera à l'Arène HSBC le 16 août. Il y avait 67 concurrents venant de 33 nations.

## Format de la compétition
Les 8 meilleurs qualifiés lors de la phase de qualification (limite de deux par CNO), basés sur le score combiné de chaque agrès, ont avancé vers la finale du concours général individuel. Les finalistes ont à nouveau réalisé des performances sur chaque agrès. Les scores de qualification ont ensuite été ignorés, seuls les scores de la finale comptant.

## Qualifications
Les gymnastes classés dans les huit premiers se sont qualifiés pour la finale. En cas de présence de plus de deux gymnastes du même CNO, le dernier classé parmi eux ne se qualifierait pas pour la finale. Le gymnaste classé immédiatement après lui se qualifierait à sa place.
| Rang | Nom              | Pays        | Difficulty | Execution | Penalty | Total  | Qualification |
| ---- | ---------------- | ----------- | ---------- | --------- | ------- | ------ | ------------- |
| 1    | Oleg Verniaiev   | Ukraine     | 7.100      | 9.066     |         | 16.166 | Q             |
| 2    | David Belyavskiy | Russie      | 6.900      | 9.033     |         | 15.933 | Q             |
| 3    | Deng Shudi       | Chine       | 7.200      | 8.600     |         | 15.800 | Q             |
| 4    | Manrique Larduet | Cuba        | 7.100      | 8.666     |         | 15.766 | Q             |
| 5    | You Hao          | Chine       | 7.400      | 8.333     |         | 15.733 | Q             |
| 6    | Lin Chaopan      | Chine       | 7.000      | 8.700     |         | 15.700 |               |
| 7    | Danell Leyva     | États-Unis  | 6.900      | 8.700     |         | 15.600 | Q             |
| 8    | Ryōhei Katō      | Japon       | 6.600      | 8.900     |         | 15.500 | Q             |
| 9    | Andrei Muntean   | Roumanie    | 6.600      | 8.866     |         | 15.466 | Q             |
| 10   | Kōhei Uchimura   | Japon       | 6.800      | 8.666     |         | 15.466 | R1            |
| 11   | Marcel Nguyen    | Allemagne   | 6.900      | 8.566     |         | 15.466 | R2            |
| 12   | Anton Fokin      | Ouzbékistan | 7.000      | 8.466     |         | 15.466 | R3            |

## Finale
| Rang               | Gymnaste         | Pays       | Score D | Score E | Pén. | Total  |
| ------------------ | ---------------- | ---------- | ------- | ------- | ---- | ------ |
| Médaille d'or      | Oleg Verniaiev   | Ukraine    | 7.100   | 8.941   |      | 16.041 |
| Médaille d'argent  | Danell Leyva     | États-Unis | 6.900   | 9.000   |      | 15.900 |
| Médaille de bronze | David Belyavskiy | Russie     | 6.900   | 8.883   |      | 15.783 |
| 4                  | Deng Shudi       | Chine      | 7.200   | 8.566   |      | 15.766 |
| 5                  | Manrique Larduet | Cuba       | 7.100   | 8.525   |      | 15.625 |
| 6                  | Andrei Muntean   | Roumanie   | 6.600   | 9.000   |      | 15.600 |
| 7                  | Ryōhei Katō      | Japon      | 6.800   | 8.433   |      | 15.233 |
| 8                  | You Hao          | Chine      | 7.400   | 7.433   |      | 14.833 |